# اتکینسون (مینه‌سوتا)
اتکینسون (به انگلیسی: Atkinson) یک منطقهٔ مسکونی در ایالات متحده آمریکا است که در شهرستان کارلتون، مینه‌سوتا واقع شده‌است. اتکینسون ۳۴۸ متر بالاتر از سطح دریا واقع شده‌است.